# 27 septembre 1985
Le vendredi 27 septembre 1985 est le 270e jour de l'année 1985.

## Naissances
- Anne Cibis, athlète allemande
- Anthony Morrow, joueur de basket-ball américain
- Breno Giacomini, joueur de football américain
- Damien Torfou, joueur professionnel français de hockey sur glace
- Daniel Pudil, footballeur tchèque
- Ibrahim Touré (mort le 19 juin 2014), footballeur ivoirien
- Janvier Mbarga, joueur de football camerounais
- Massimo Bertocchi, athlète canadien d'origine italienne
- Olga Kuziukova, fondeuse russe
- Omar Hawsawi, joueur de football saoudien
- Pedro Ciriaco, joueur de baseball dominicain
- Phung Cong Minh, joueur de football international vietnamien
- Yael Castiglione, joueuse argentine de volley-ball

## Décès
- Ernie Dickens (né le 25 juin 1921), joueur professionnel canadien de hockey sur glace
- Eugenio Gaddini (né le 18 janvier 1916), médecin et psychanalyste italien
- Leonard Gribble (né le 1er février 1908), auteur britannique de roman policier
- Lloyd Nolan (né le 11 août 1902), acteur américain
- Nikolaï Goulaïev (né le 26 février 1918), aviateur soviétique
- Pierre Guillou (né le 2 août 1903), agriculteur, homme politique et fondateur du journal Paysan Breton
- Ryūtarō Ōtomo (né le 5 juin 1912), acteur japonais

## Événements
- Sortie du film Natty Gann
- pour lancer son programme de réformes économiques en URSS, Gorbatchev remplace au poste de Premier ministre le récalcitrant Nikolai Tikhonov par Nikolai Ryzhkov, jugé plus ouvert. Jusqu’en 1987, Gorbatchev reste cependant attaché à une économie planifiée dans laquelle il introduit progressivement des éléments de marché